# Титовское сельское поселение (Кемеровская область)
Тито́вское се́льское поселение — упразднённое муниципальное образование в Промышленновском районе Кемеровской области. Административный центр — село Титово.

## История
Титовское сельское поселение образовано 17 декабря 2004 года в соответствии с Законом Кемеровской области № 104-ОЗ.

## Население
| 2010  | 2011  | 2012  | 2013  | 2014  | 2015  | 2016  |
| ----- | ----- | ----- | ----- | ----- | ----- | ----- |
| 2301  | ↗2304 | ↘2277 | ↘2236 | ↘2206 | ↘2173 | ↘2167 |
| 2017  | 2018  | 2019  |       |       |       |       |
| ↘2160 | ↘2122 | ↘2094 |       |       |       |       |

## Состав сельского поселения
| № | Населённый пункт | Тип населённого пункта       | Население |
| - | ---------------- | ---------------------------- | --------- |
| 1 | Тарсьма          | посёлок                      | 94        |
| 2 | Титово           | село, административный центр | 1120      |
| 3 | Усть-Каменка     | деревня                      | 485       |
| 4 | Усть-Тарсьма     | деревня                      | 602       |